# Frederick North
Frederick North (n. 13 aprilie 1732 – d. 5 august 1792, Londra) a fost un politician britanic, prim ministru al Marii Britanii între anii 1770 și 1782.
1. 1 2 3 4  Kindred Britain
2. 1 2 3  The Peerage
3. ↑  Autoritatea BnF, accesat în 10 octombrie 2015
4. ↑  The History of Parliament